# Robert Anderson (attore 1890)
Robert Anderson, nato Robert Christian Anderson (Odense, 22 luglio 1890 – Los Angeles, 25 giugno 1963), è stato un attore danese naturalizzato statunitense che lavorò soprattutto all'epoca del muto.

## Biografia
Nella sua carriera, girò oltre quaranta film. Appare anche come truccatore e come direttore tecnico in Intolerance, il capolavoro di David Wark Griffith e come regista di un cortometraggio del 1920, My Lady's Ankle

## Filmografia

### Attore
- Pals in Blue, regia di Tom Mix - cortometraggio (1915)
- Foreman of Bar Z Ranch, regia di Tom Mix  - cortometraggio(1915)
- The Gold Dust and the Squaw, regia di Tom Mix - cortometraggio (1915)
- Draft 258, regia di William Christy Cabanne (1917)
- Cuori del mondo (Hearts of the World), regia di David Wark Griffith (1918)
- The Hun Within, regia di Chet Withey (Chester Withey) (1918)
- The Heart of Humanity, regia di Allen Holubar (1918)
- Fires of Faith, regia di Edward José (1919)
- A Phantom Fugitive, regia di Jacques Jaccard (1919)
- Cyclone Smith Plays Trumps, regia di Jacques Jaccard (1919)
- The Petal on the Current, regia di Tod Browning (1919)
- The Right to Happiness, regia di Allen Holubar (1919)
- Tempest Cody Hits the Trail, regia di Jacques Jaccard - cortometraggio (1919)
- Tempest Cody Flirts with Death, regia di Jacques Jaccard - cortometraggio (1919)
- Tempest Cody Rides Wild, regia di Jacques Jaccard - cortometraggio (1919)
- Tempest Cody's Man Hunt, regia di Jacques Jaccard - cortometraggio (1919)
- Common Property, regia di William C. Dowlan, Paul Powell (1919)
- Loose Lions and Fast Lovers, regia di Fred C. Fishback - cortometraggio (1920)
- Sotto giudizio (Under Sentence), regia di Edward O'Fearna - cortometraggio (1920)
- Once to Every Woman
- Loose Lions, regia di William Watson - cortometraggio (1920)
- My Lady's Ankle, regia di Robert Anderson - cortometraggio (1920)
- Uneasy Money, regia di William Watson - cortometraggio (1921)
- Below the Deadline, regia di J.P. McGowan (1921)
- Dr. Jim, regia di William Worthington (1921)
- Tillie, regia di Frank Urson (1922)
- The Girl in His Room, regia di Edward José (1922)
- Up in the Air About Mary, regia di William Watson (1922)
- The Social Buccaneer, regia di Robert F. Hill (1923)
- Slander the Woman, regia di Allen Holubar (1923)
- Sotto la raffica (The Eternal Struggle), regia di Reginald Barker (1923)
- The Lullaby, regia di Chester Bennett (1924)
- The Beautiful Cheat, regia di Edward Sloman (1926)
- The Non-Stop Flight, regia di Emory Johnson (1926)
- La tentatrice (The Temptress), regia di Fred Niblo e, non accreditato, Mauritz Stiller (1926)
- The Wrong Mr. Wright, regia di Scott Sidney (1927)
- Love Me and the World Is Mine
- Ombre bianche (White Shadows in the South Seas), regia di W. S. Van Dyke e, non accreditato, Robert J. Flaherty (1928)
- Clear the Decks, regia di Joseph Henabery (1929)
- Rasputin e l'imperatrice (Rasputin and the Empress), regia di Richard Boleslavsky (Richard Boleslawski) (1932)
- L'isola del tesoro (Treasure Island), regia di Victor Fleming (1934)
- Il grande Barnum (The Mighty Barnum), regia di Walter Lang (1934)

### Truccatore
- Intolerance, regia di David Wark Griffith (1916)

### Regista
- My Lady's Ankle (1920)